# Kaschmirschnäpper
Der Kaschmirschnäpper (Ficedula subrubra) auch Kaschmirzwergschnäpper ist eine Singvogelart aus der Familie der Fliegenschnäpper (Muscicapidae), die ein sehr kleines Areal im nordwestlichen Himalaya besiedelt. Es reicht vom Neelum Valley in Asad Kaschmir im Nordosten Pakistans über die Kazinag-Bergkette bis ins Pir Panjal in Himachal Pradesh im Nordwesten Indiens. Aufgrund ihres kleinen Verbreitungsgebiets wird die Art von der IUCN als gefährdet (vulnerable) angesehen. Sie ist vor allem durch Lebensraumverluste und -fragmentierung bedroht. Die Bestandsentwicklung ist negativ.

## Beschreibung
Der Kaschmirschnäpper erreicht mit 13 cm Körperlänge etwa die Größe eines Trauerschnäppers und wiegt 9–12 g. Die Iris ist braun. Der Oberschnabel ist braun, der Unterschnabel gelblich. Die Beine und Füße sind dunkelbraun. Männchen und Weibchen unterscheiden sich deutlich.
Bei adulten Männchen im Brutkleid sind Stirn, Zügel, Augenpartie und Halsseiten grau. Die übrige Oberseite ist umbrafarben, am Bürzel jedoch etwas mehr aschfarben. Die Partie von der Kehle über die Brust ist ziegelrot bis orange. Sie wird von einer schwarzen Linie eingefasst, die von der Schnabelbasis bis zu den Brustseiten reicht und dort etwas breiter ist. An Oberbauch und Flanken läuft die orange Färbung zum weißlichen Unterbauch hin aus, die Unterschwanzdecken sind beige, die Schenkel aschfarben gefärbt. Die Kleinen Armdecken sind umbrabraun mit grauer Tönung, die Schwingen und übrigen Oberflügeldecken dunkelbraun mit helleren Säumen. Unterflügeldecken und Achselfedern sind beige und zum Flügelrand hin weißlich. Oberschwanzdecken und Steuerfedern sind schwärzlich. Die drei äußeren Steuerfederpaare sind an der Basis weiß, das danebenliegende nur an der Basis der Außenfahne. Das Schlichtkleid des Männchens wurde bislang nicht beschrieben. Vermutlich ist die orange Kehl- und Brustpartie weniger ausgedehnt.
Die Oberseite des Weibchens ist mehr hellbraun als die des Männchens. Die Gesichtspartie ist gräulich-weiß, Kinn und Kehle sind weißbeige. Brust und Flanken sind rötlich-beige verwaschen, die übrige Unterseite ist weiß. Eine graue Tönung am Bürzel fehlt. Unterflügeldecken und Achselfedern sind gelblich.
Vögel im Jugendkleid sind dunkelbraun mit gelblichbeiger Fleckung und schwärzlichem Schwanz. Immature Vögel ähneln dem Weibchen.

## Stimme
Der Gesang ist eine kurze, zwitschernd melodiöse Strophe, die am Ende etwas aufsteigt und englisch als sweet-eat, sweet-eat-did-he umschrieben wurde. Das Rufrepertoire besteht aus einem tiefen Schnarren, einem scharfen tschak und einem hohen wiep. Diese Rufe werden auch oft gereiht.

## Lebensweise
Der Kaschmirschnäpper brütet vorwiegend in Laubwäldern aus Walnussbäumen, Prunus-Arten und Weiden. Insbesondere Bestände mit dichtem Unterwuchs aus Parrotia persica und Haseln werden bevorzugt. Bisweilen besiedelt die Art auch Mischwälder oder halboffene Lebensräume. Die Höhenverbreitung liegt zwischen 1800 und 2700 m.
Die Nahrung besteht aus Insekten und ähnelt vermutlich der des Zwergschnäppers. Sie wird unterhalb des schattigen Kronendachs von Warten aus erjagt, die meist unter 6 m hoch liegen. Im Winterquartier wurde auch eine Nahrungssuche am Boden beobachtet.
Die Brutzeit beginnt ab der zweiten Maihälfte, meist aber im Juni. Vermutlich besteht eine monogame Saisonehe. Das Nest ist ein unordentlicher Napf aus Blättern, Moos und Rindenfasern und wird mit Haaren und Federn ausgekleidet. Es steht meist 1–3 m, seltener bis zu 12 m hoch in kleinen Baumhöhlungen oder Rindenspalten. Das Gelege umfasst vier bis fünf, selten nur drei Eier.
Der Kaschmirschnäpper ist ein Zugvogel, dessen Überwinterungsgebiete auf Sri Lanka und vermutlich in den indischen Westghats liegen. Der kurze Zug erfolgt ab September und führt über den Indischen Subkontinent. In Westindien ist die Art ab September/Oktober, auf Sri Lanka ab Oktober festzustellen. Auf dem Zug und im Winterquartier ist die Art in Gärten, Teeplantagen und an Waldrändern zu finden. Die Höhenverbreitung reicht auf Sri Lanka bis 900 m. Im Frühjahr trifft die Art ab der zweiten Aprilhälfte in den Brutgebieten ein.